# Lago di Doberdò
Il lago di Doberdò  (in sloveno Doberdobsko Jezero) è un lago dell'Italia. Si trova nel comune di Doberdò del Lago in provincia di Gorizia, nella regione Friuli-Venezia Giulia all'interno della riserva naturale dei Laghi di Doberdò e Pietrarossa.

## Descrizione
Si tratta di un raro esempio di lago carsico privo di fiumi superficiali che fungano da immissari e da emissari: un altro esempio di lago sui generis è quello di Cerknica (Circonio), nella Carniola interna. 
Le acque affluiscono in esso attraverso delle risorgive e fiumi sotterranei oltre all'apporto pluviale; il deflusso viene invece garantito da cavità sotterranee ed evaporazione.
L'idrologia del lago di Doberdò è stata oggetto di diversi studi e ricerche.

### Principali caratteristiche
- Superficie 0,34 km²
- Superficie del bacino imbrifero 21,4 km²
- Altitudine media 5,5 m s.l.m.
- Quota massima del bacino imbrifero 247 m s.l.m.
- Profondità massima 9,5 m
- Volume 1700000 m³ [2]